# 拓殖大學

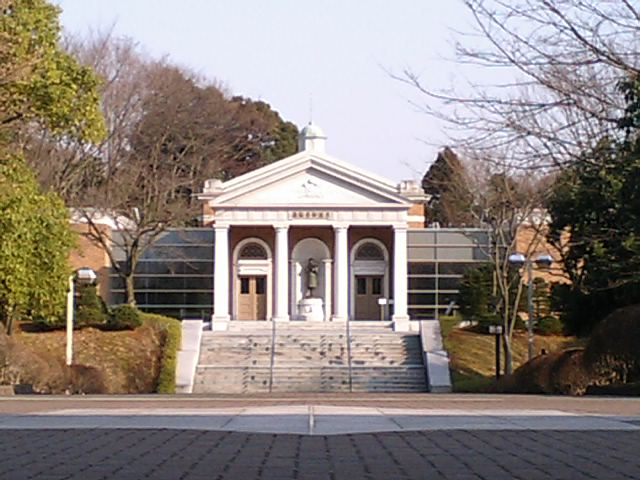
恩師記念講堂

拓殖大學（日语：／ Takushoku daigaku */?），簡稱拓大，是一所本部位于日本东京都文京区、拥有百年以上校史的著名私立大学。由明治时期的“台湾协会学校”改制而成。建校于明治三十三年（1900年），由時任内阁总理大臣、第二任台湾总督桂太郎正式创办。并于1922年与关西大学、立命馆大学、龙谷大学、專修大學、立教大學等6所高校作为私立大学被旧日本帝国政府认可。作为二战前成立的旧制大学，拓殖大学是日本第12座私立大学，历史悠久。

## 历史

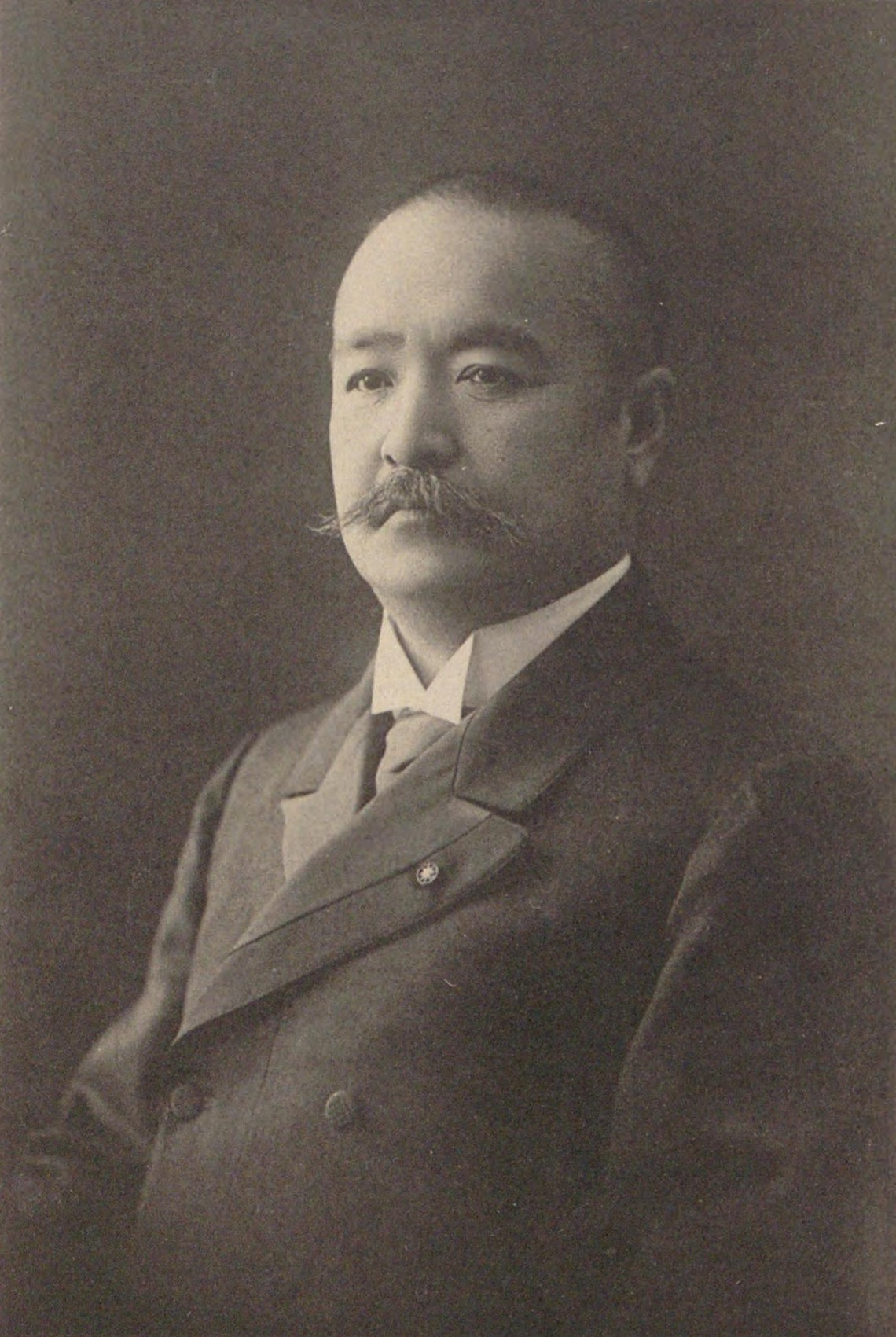
初代校長/桂太郎

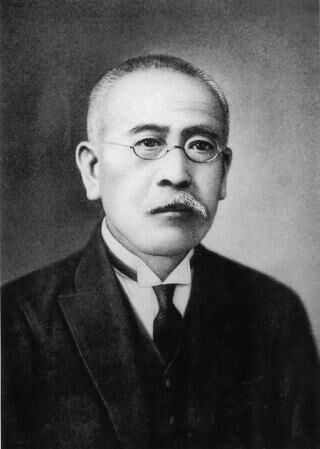
第二代校長/小松原英太郎

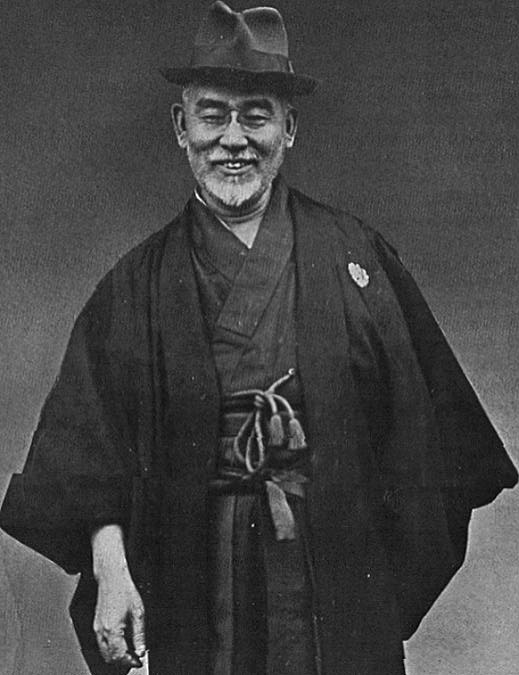
第三代校長/後藤新平

拓殖大學的前身是由曾任台灣總督與日本首相的桂太郎於1900年創立的「台灣協會學校」，原本是為了培養開拓殖民地台灣的人才而成立，創立的第一年並沒有獨立校舍，而是借用法政大學校區的一部分，第二年才遷至現今的文京校區。1918年改稱為「拓殖大學」。
1949年（昭和24年）拓殖大学加入由青山学院大学、一桥大学、东京工业大学、中央大学、日本大学、上智大学等东京都21校协同组建的“东都大学棒球联盟”。
2000年，日本天皇明仁、皇后美智子出席拓殖大学建校一百周年纪念庆典。
2012年6月，拓殖大学总校长、研究生院教授森本敏出任防卫大臣，是野田內閣首位出任防卫大臣的民间人士。

## 教育
拓殖大学设置有5个学部14个学科，以及日语教育别科和北海道短期大学。是一所综合大学。

## 目前校區
- 文京校區（東京都文京区小日向3-4-14）
- 八王子校區（東京都八王子市館町815-1）

## 外部連結
- 官方网站